# Kanton Fontaine
Kanton Fontaine je kanton v departementu Territoire de Belfort v regionu Franche-Comté. Sídlem správy je město Fontaine.

## Obce
- Angeot (A)
- Bessoncourt (Bs)
- Bethonvilliers (Bt)
- Cunelières (C)
- Denney (D)
- Eguenigue (E)
- Fontaine (F)
- Foussemagne (Fo)
- Frais (Fr)
- Lacollonge (Lc)
- Lagrange (Territoire de Belfort) (Lg)
- Larivière (Lr)
- Menoncourt (M)
- Montreux-Château (MC)
- Petit-Croix (PC)
- Phaffans (Ph)
- Reppe (R)
- Vauthiermont (V)